# إيفور سكينر
إيفور سكينر (1 أبريل 1928 في المملكة المتحدة - ) (بالإنجليزية: Ivor Skinner)‏ هو لاعب كريكت بريطاني. لعب مع نادي مقاطعة ساسكس للكريكت ‏ وCornwall County Cricket Club ‏.

## وصلات خارجية
- إيفور سكينر على موقع إي آس بي آن كريك إنفو (الإنجليزية)